# Psammophis trinasalis
Espèce
Synonymes
- Psammophis sibilans trinasalis Werner, 1902
- Psammophis moniliger var. furcatus Peters, 1867
- Psammophis furcatus Peters, 1867
- Psammophis leightoni trinasalis Werner, 1902

Psammophis trinasalis est une espèce de serpents de la famille des Lamprophiidae.

## Répartition
Cette espèce se rencontre en Afrique du Sud, en Namibie, au Botswana et dans le sud de l'Angola.

## Publication originale

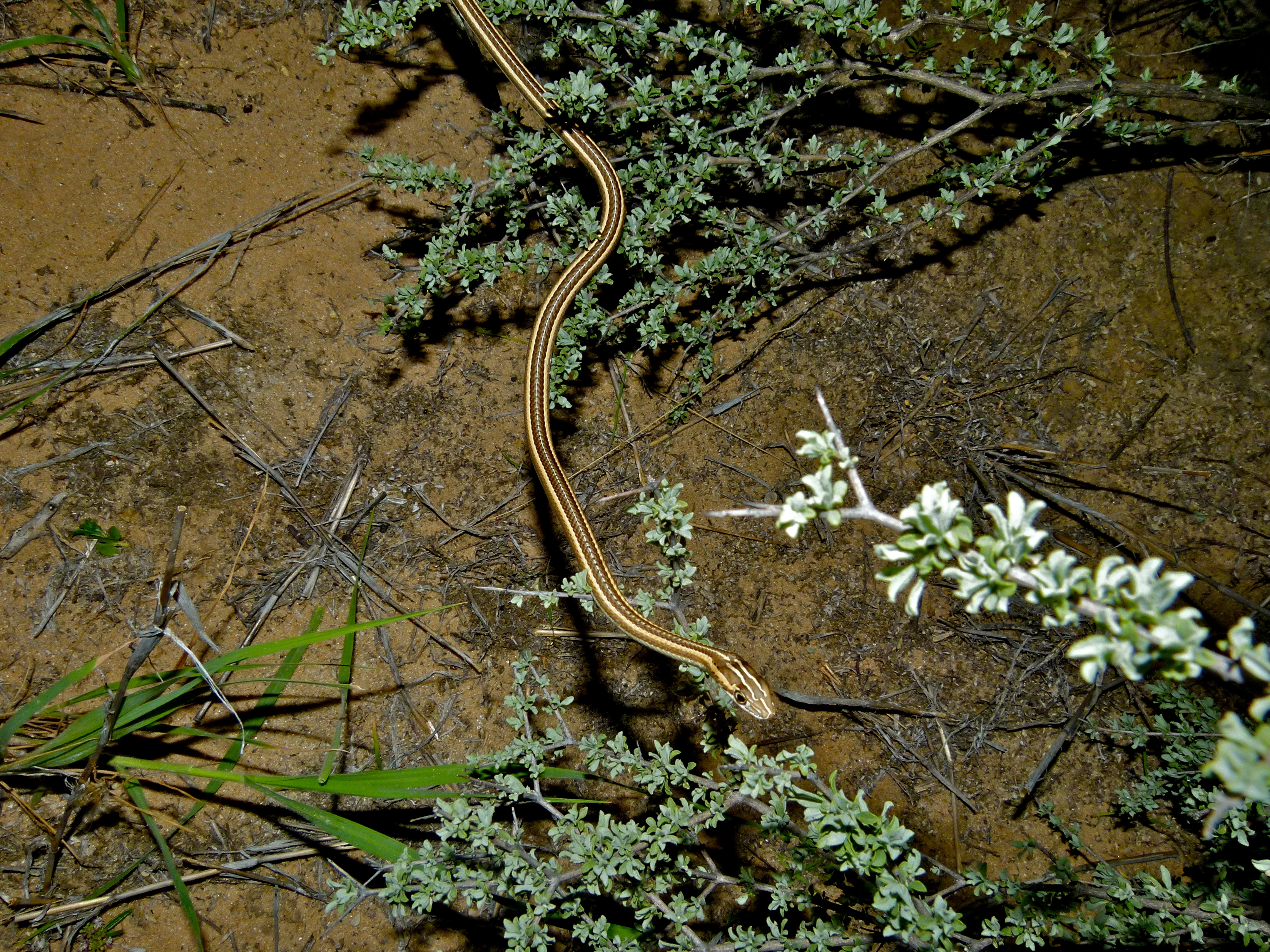
Psammophis trinasalis

- Werner, 1902 : Ueber westafrikanische Reptilien. Verhandlungen der Kaiserlich-Königlichen Zoologisch-Botanischen Gesellschaft in Wien, vol. 52, p. 332-348 (texte intégral).